# Henrik Bellman
Henrik Bellman (24 marzo 1999) è un calciatore svedese, centrocampista svincolato.

## Caratteristiche tecniche
È un esterno destro.

## Carriera
Cresciuto nel settore giovanile del Copenaghen, nel 2018 viene acquistato dall'Östersund con cui debutta fra i professionisti il 23 agosto 2018 in occasione del match di Svenska Cupen vinto 5-2 contro il FC Gute.  Nel corso di quell'annata debutta anche in Allsvenskan, subentrando il 5 ottobre 2018 in occasione della vittoria sul Dalkurd (unica sua presenza stagionale in campionato). L'anno seguente subentra in due gare di campionato, poi nell'agosto 2019 viene girato in prestito nella seconda serie norvegese al Levanger fino alla fine dell'anno. Rientra all'Östersund per la stagione 2020, durante la quale entra stabilmente a far parte della prima squadra, trovando anche le prime presenze da titolare. Il club rossonero, tuttavia, nel frattempo deve fare i conti con problemi societari e finanziari, tanto da chiudere l'Allsvenskan 2021 all'ultimo posto in classifica, retrocedendo. Il giocatore rimane in rosa anche per la stagione successiva, anch'essa travagliata dal punto di vista sportivo visto che il terzultimo posto (utile per gli spareggi salvezza, poi vinti) viene raggiunto solo all'ultima giornata della Superettan 2022. A fine anno, Bellman lascia l'Östersund per fine contratto.
Nel gennaio 2023 approda a parametro zero nella seconda serie belga all'RSCA Futures, ovvero la squadra riserve dell'Anderlecht. L'8 aprile 2023, nella sconfitta per 4-1 contro il KSK Beveren, si è lesionato il legamento crociato del ginocchio destro.
Dopo una breve parentesi al Næstved nella seconda serie danese durata circa due mesi nei quali ha raccolto solo due presenze perdipiù partendo in entrambe dalla panchina, Bellman torna a giocare in Svezia nel luglio 2024 essendosi accordato con il Gefle (seconda serie) fino al dicembre 2025.

## Statistiche
Statistiche aggiornate al 15 maggio 2021.

### Presenze e reti nei club
| Stagione        | Squadra         | Campionato      | Campionato | Campionato | Coppe nazionali | Coppe nazionali | Coppe nazionali | Coppe continentali | Coppe continentali | Coppe continentali | Altre coppe | Altre coppe | Altre coppe | Totale | Totale | Totale |
| Stagione        | Squadra         | Comp            | Pres       | Reti       | Comp            | Pres            | Reti            | Comp               | Pres               | Reti               | Comp        | Pres        | Reti        | Pres   | Reti   |        |
| --------------- | --------------- | --------------- | ---------- | ---------- | --------------- | --------------- | --------------- | ------------------ | ------------------ | ------------------ | ----------- | ----------- | ----------- | ------ | ------ | ------ |
| 2018            | Östersund       | A               | 1          | 0          | CS              | 1               | 0               |                    | -                  | -                  |             | -           | -           | 2      | 0      |        |
| 2019            | Östersund       | A               | 2          | 0          | CS              | 0               | 0               |                    | -                  | -                  |             | -           | -           | 2      | 0      |        |
| 2019            | Levanger        | 2D              | 11         | 0          | CN              | 0               | 0               |                    | -                  | -                  |             | -           | -           | 11     | 0      |        |
| 2020            | Östersund       | A               | 17         | 1          | CS              | 5               | 0               |                    | -                  | -                  |             | -           | -           | 23     | 1      |        |
| 2021            | Östersund       | A               | 3          | 0          | CS              | 0               | 0               |                    | -                  | -                  |             | -           | -           | 3      | 0      |        |
| Totale carriera | Totale carriera | Totale carriera | 35         | 1          |                 | 6               | 0               |                    | -                  | -                  |             | -           | -           | 41     | 1      |        |